# Kościół św. Jakuba Apostoła w Żabnie
Kościół św. Jakuba Apostoła – zabytkowy, drewniany kościół parafialny, zlokalizowany w centrum Żabna (powiat śremski).

## Historia i architektura

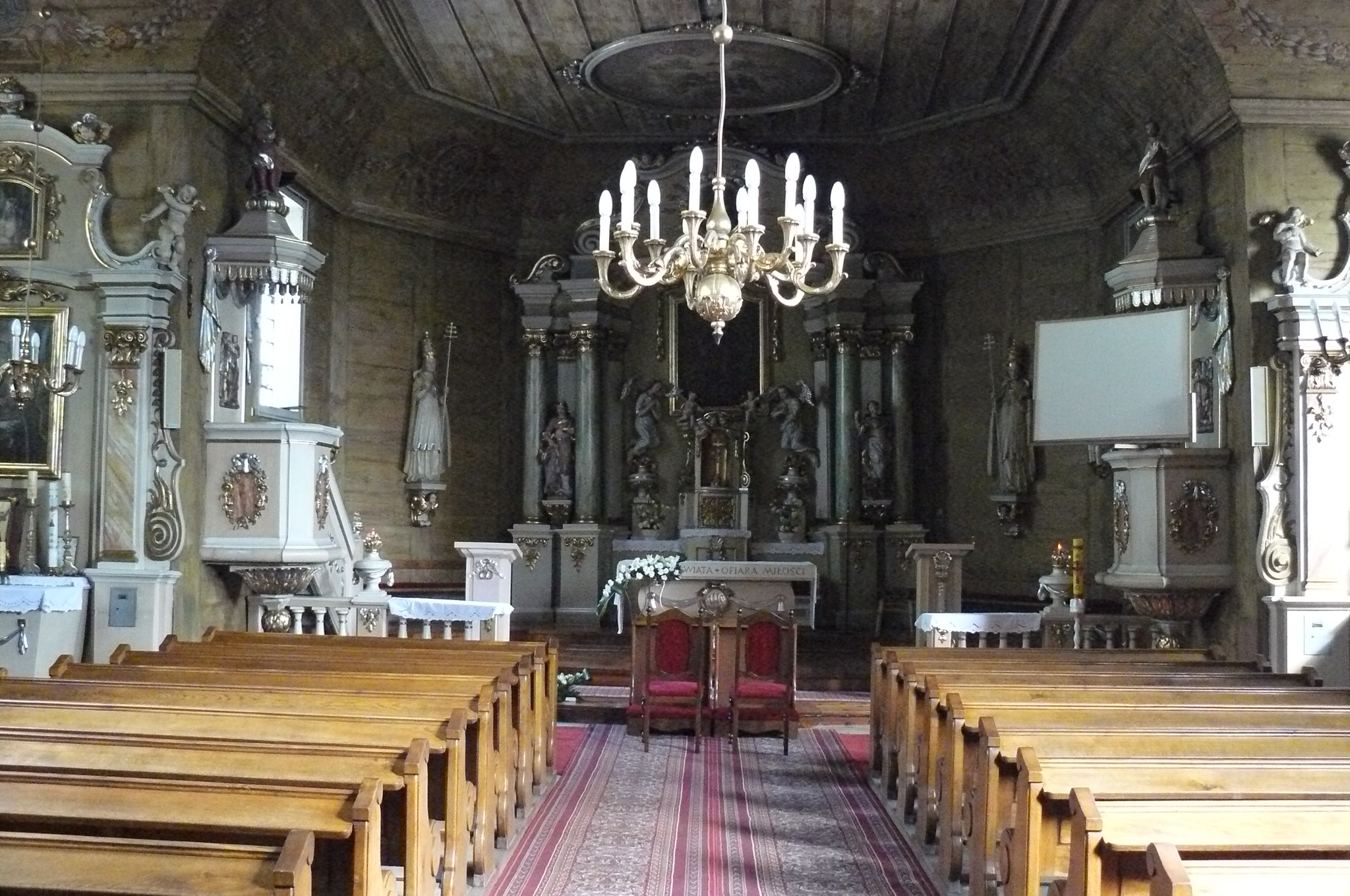
Wnętrze

Kościół zbudowano w 1789 (data na belce nad chórem) na planie krzyża, a poświęcono w 1792. Fundatorem był Jakub Biliński - właściciel wsi. Obiekt zbudowano w konstrukcji sumikowo-łątkowej i oszalowano. Posiada jedną nawę. W trzykondygnacyjnej wieży z kruchtą wisi dzwon z 1799. Wyposażenie jest późnobarokowe i pochodzi z 1790. Większość polichromii namalowano w 1956. W ołtarzu głównym XVIII-wieczne obrazy św. Jakuba Apostoła i św. Katarzyny. 
Przy kościele znajduje się cmentarz, a na nim m.in. grób ks. kanonika Zbigniewa Stępczyńskiego (29.3.1933-19.1.2000), proboszcza w Żabnie w latach 1972-2000, dziekana śremskiego i twórcy Uniwersytetu Ludowego w im. ks. Antoniego Ludwiczaka w Żabnie oraz klasycystyczny pomnik z 1813.